# Medalles del Cercle d'Escriptors Cinematogràfics de 1949
La cerimònia de lliurament de les medalles del Cercle d'Escriptors Cinematogràfics de 1949 va tenir lloc al Cinema Rialto de Madrid el 9 d'abril de 1950. Va ser el cinquè lliurament d'aquestes medalles atorgades per primera vegada quatre anys abans pel Cercle d'Escriptors Cinematogràfics (CEC). Els premis tenien per finalitat distingir als professionals del cinema espanyol pel seu treball durant l'any 1949. Es van concedir medalles en quinze categories, si bé amb alguns canvis respecte a l'edició anterior. No va tenir continuïtat el premi concedit l'any anterior a estrangers en pel·lícula espanyola. Es va suprimir la Medalla a la millor labor crítica i, a canvi, es va crear la Medalla al millor llibre. El Premi Gimeno, destinat a recompensar a la millor revelació de l'any, va passar a denominar-se Premi Jimeno. Durant l'acte es va projectar la pel·lícula britànica La isla perdida.
Les pel·lícules més premiades van ser La mies es mucha i Un hombre va por el camino, amb quatre guardons cadascuna. La primera va guanyar les medalles a millor pel·lícula, director, actriu secundària i actor secundari. La segona, les medalles a millor actriu principal, fotografia i música, així com el Premi Jimeno al director revelació.

## Llista de medalles
| Categoria                    | Premiat                    | Labor premiada             |
| ---------------------------- | -------------------------- | -------------------------- |
| Millor pel·lícula            | La mies es mucha           | pel·lícula                 |
| Millor director              | José Luis Sáenz de Heredia | La mies es mucha           |
| Millor actriu principal      | Ana Mariscal               | Un hombre va por el camino |
| Millor actor principal       | Tomás Blanco               | El santuario no se rinde   |
| Millor actriu secundària     | Julia Caba Alba            | La mies es mucha           |
| Millor actor secundari       | Rafael Romero Marchent     | La mies es mucha           |
| Millor fotografia            | Manuel Berenguer           | Un hombre va por el camino |
| Millor música                | Jesús García Leoz          | Un hombre va por el camino |
| Millors decorats             | Tedy Villalba              | Neutralidad                |
| Millor argument original     | Desert                     |                            |
| Millor guió                  | Desert                     |                            |
| Millor labor literària       | Ángel Zúñiga Izquierdo     |                            |
| Millor pel·lícula estrangera | Hamlet                     | pel·lícula                 |
| Premio Jimeno                | Manuel Mur Oti (Director)  | Un hombre va por el camino |
| Millor llibre                | Carlos Fernández Cuenca    | Historia del cine          |

- Círculo de Escritores Cinematográficos. 1945-1975.  Madrid: Imprenta del MIT, 1975, p. 52 y 91-92. ISBN 84-500-6968-8.
- Fuentes documentales para el estudio de la música en el cine español de los años 40.  Valencia: Universidad Politécnica de Valencia, 2003, p. 548 [Consulta: 16 abril 2016].
- «Medallas del CEC a la producción española de 1949». Círculo de Escritores Cinematográficos. Arxivat de l'original el 2020-08-01. [Consulta: 19 març 2016].